# Forada (Minnesota)
Forada es una ciudad ubicada en el condado de Douglas en el estado estadounidense de Minnesota. En el Censo de 2010 tenía una población de 185 habitantes y una densidad poblacional de 131,06 personas por km².

## Geografía
Forada se encuentra ubicada en las coordenadas 45°47′19″N 95°21′25″O / 45.78861, -95.35694. Según la Oficina del Censo de los Estados Unidos, Forada tiene una superficie total de 1.41 km², de la cual 1.4 km² corresponden a tierra firme y (1.1%) 0.02 km² es agua.

## Demografía
Según el censo de 2010, había 185 personas residiendo en Forada. La densidad de población era de 131,06 hab./km². De los 185 habitantes, Forada estaba compuesto por el 97.84% blancos, el 0% eran afroamericanos, el 0% eran amerindios, el 0.54% eran asiáticos, el 0% eran isleños del Pacífico, el 0% eran de otras razas y el 1.62% pertenecían a dos o más razas. Del total de la población el 1.08% eran hispanos o latinos de cualquier raza.